# Luciano Manuzzi
Luciano Manuzzi (* 26. Januar 1952 in Cesena) ist ein italienischer Filmregisseur und Drehbuchautor.

## Leben
Manuzzi wandte sich nach Abschluss des Studiums in den 1970er Jahren der Literatur zu und lernte bedeutende Künstler seiner Zeit wie Pier Paolo Pasolini, Bernardo Bertolucci und Sandro Penna kennen, die ihm halfen, seinen ersten Film, den 1978 erschienenen Fuori stagione, zu vollenden. Das Werk erhielt zwei David di Donatello. Bertolucci produzierte 1982 Sconcerto rock, zu dem Gianna Nannini den Soundtrack beitrug. In regelmäßigen Abständen folgten nun Arbeiten für das Kino und ab 1998 für das Fernsehen, die sich jedoch mehr und mehr kommerziellen Aspekten verschrieben. Bemerkenswert blieb der finanziell erfolgreiche I pavoni 1994 und der zwei Jahre zuvor entstandene, interessante, aber letztlich inkonsequente Sabato italiano sowie die Fernsehserie Lui & lei.

## Filmografie (Auswahl)
- 1978: Fuori stagione
- 1982: Sconcerto rock
- 1992: Sabato italiano
- 1994: I pavoni
- 2010: Gli ultimi del paradiso (Fernsehfilm)